# Comuna Ivanivka, Sakî
Ivanivka (în ucraineană Іванівка) este o comună în raionul Sakî, Republica Autonomă Crimeea, Ucraina, formată din satele Ivanivka (reședința) și Jaivoronkî.

## Demografie
Componența lingvistică a comunei Ivanivka
     Rusă (63,67%)
     Tătară crimeeană (20,39%)
     Ucraineană (13,67%)
     Belarusă (1,38%)
     Alte limbi (0,08%)
Conform recensământului din 2001, majoritatea populației comunei Ivanivka era vorbitoare de rusă (63,67%), existând în minoritate și vorbitori de tătară crimeeană (20,39%), ucraineană (13,67%) și belarusă (1,38%).